# Lima Web Fest
El Lima Web Fest Es un evento anual que agrupa lo mejor del entretenimiento audiovisual producido exclusivamente para plataformas digitales en Lima, Perú. Creadores, productores, realizadores y estudiantes se dan cita en este evento único, para compartir experiencias y conectarse, a través de conferencias, workshops, eventos especiales y una jornada de celebración, en la que se premiará a los mejores del año, en diferentes categorías.
El Festival se fundó en el año 2015 cómo un proyecto de la escuela de diseño y creatividad Toulouse Lautrec.
Toulouse Lautrec, propone creatividad, innovación y modernidad, es en este sentido que se abre la posibilidad de integrar las diferentes plataformas en un festival que proponga la relación entre realizadores, creadores, productores, directores, docentes y estudiantes de carreras audiovisuales, publicitarias, animación y videojuegos, todos reunidos para compartir experiencias y conocimiento.
Cada año, cineastas, estrellas, profesionales de la industria cinematográfica (productores, distribuidores, vendedores internacionales ...) y periodistas acuden a la ceremonia. Las proyecciones principales ha tenido lugar en el Ministerio de Cultura (Perú), ubicado en Perú.

## Organización

### Jurado
Antes del comienzo de cada evento, la junta directiva del Festival designa a los jurados que tienen la responsabilidad exclusiva de elegir qué series recibirán un premio. Los miembros del jurado se eligen entre una amplia gama de artistas nacionales, basados en su cuerpo de trabajo y trayectoria. 

## Influencias del festival
El Lima Web Fest se ha convertido a lo largo de los años en una de las ceremonias digitales más importantes de Lima y ha contado con la participación de reconocidos directores y conductores tales como Bruno Pinasco y Regina Alcover . 

## Categorías
- Series Web
  - Mejor Serie Web del Año
  - Mejor Director
  - Mejor Dirección de Arte
  - Mejor Interpretación Masculina
  - Mejor Interpretación Femenina
  - Mejor Edición y Post Producción
  - Mejor Serie según Votación Online

- Videojuegos
  - Mejor Videojuego para Celulares
  - Mejor Videojuego 3D
  - Mejor Videojuego 2D
  - Mejor Interpretación Masculina

- Animación
  - Mejor Serie Animada
  - Mejor Director
  - Mejor Dirección de Arte
  - Mejor Dirección de Sonido

- Otras secciones
- Short Film - GO SERIES Premia el talento de los nuevos realizadores Peruanos en base a la creatividad narrativa y visual del producto, que genere un impacto emocional en el público.[1]
- Premios Podcast de Ficción Premia la originalidad y creatividad, de una producción pensada para una plataforma digital, que tenga un ritmo adecuado, una buena música y efectos de sonido y que genere un impacto emocional en el público.[2]